# Sörgården
Sörgården este o arie protejată (arie specială de conservare — SAC, sit de importanță comunitară — SCI) din Suedia întinsă pe o suprafață de 7,6 ha, integral pe uscat.

## Localizare
Centrul sitului Sörgården este situat la coordonatele 64°36′18″N 17°15′14″E / 64.605°N 17.2538°E.

## Înființare
Situl Sörgården a fost declarat sit de importanță comunitară în decembrie 1998 pentru a proteja 2 specii de plante. Situl a fost protejat și ca arie specială de conservare în martie 2011.

## Biodiversitate
Situată în ecoregiunea boreală, aria protejată conține 1 habitat natural: Turbării Aapa.
La baza desemnării sitului se află mai multe specii protejate de  plante (2): Hamatocaulis vernicosus, ochii-șoricelului (Saxifraga hirculus).